# Cratere Bronk
Bronk è un cratere lunare di 66,16 km situato nella parte nord-orientale della faccia nascosta della Luna.